# Liste des évêques et archevêques de Tarragone
La liste des évêques et archevêques de Tarragone recense les noms des évêques qui se sont succédé sur le siège épiscopal de Tarragone en Espagne depuis la création du diocèse au Ier siècle et son élévation au rang d'archidiocèse au Ve siècle.

## Évêques
- 259 Saint Fructuosus
- 385 Himerius
- 402 Hilaire
- 420 Ticia
- 465 Ascanius
- 465? Emilianus

## Archevêques (depuis 470)
- 470–520 Jean
- 520–555 Serge
- 560–580 Tranquillinus
- ??? Euphémius
- 589–599 Artémius
- 599 Asiaticus
- 610–632 Eusèbe
- 633 Audax
- 635 Selva (?)
- 637–646 Protasius
- 645–668? Faluax
- 668–688 Cebrian
- 693 Vera
- 711–? Saint Prosper

Vacance durant l'expansion islamique
- 956–? Cesarius
- 970–971 Ato
- 1091–1099 Béranger Sunifred de Lluçà
- 1118–1137 saint Oldegar
- 1143–1146 Grégoire, O.S.B.
- 1146–1163 Bernard de Tort
- 1163–1171 Hugues de Cervelló
- 1171–1174 Guillauem de Torroja
- 1174–1194 Béranger de Vilademuls
- 1194–1198 Raymond de Castellterçol
- 1199–1215 Raymond de Rocabertí
- 1215–1233 Aspàreg de la Barca
- 1234–1239 Guillaume de Montgrí (Administrateur apostolique)
- 1238–1251 Pierre d'Albalat
- 1251–1268 Benoît de Rocabertí
- 1272–1287 Bernard d'Olivella, O.B.M.
- 1288–1308 Rodrigue Tello
- 1309–1315 Guillaume de Rocabertí
- 1317–1327 Ximeno Martínez de Luna y de Alagón
- 1327–1334 Jean d'Aragon (aussi administrateur du patriarcat d'Alexandrie)
- 1334–1346 Arnaud Sescomes
- 1346–1357 Sancho López de Ayerbe, O.F.M.
- 1357–1380 Pierre Clasquerí (pt) (aussi patriarche latin d'Antioche)
- 1388–1407 Ènnec de Vallterra
- 1407–1418 Pierre de Sagarriga i de Pau
- 1419–1431 Dalmau de Mur i de Cervelló
- 1431–1433 Gonzalo Fernández de Hijar
- 1434–1445 Domingo Ram i Lanaja, cardinal
- 1445–1489 Pierre d'Urrea (aussi patriarche d'Alexandrie)
- 1490–1511 Gonzalo Fernández de Heredia y de Bardají
- 1512–1514 Alphone d'Aragon i Sanchéz
- 1515–1530 Pierre Folc de Cardona
- 1531–1532 Louis Folc de Cardona i Enríquez
- 1533–1558 Girolamo Doria, cardinal
- 1560–1567 Ferdinand de Loaces (également patriarche latin d'Antioche et cardinal in pectore)
- 1567–1568 Bartolomé Sebastián Valero de Arroítia
- 1568–1575 Gaspar Cervantes de Gaete, cardinal
- 1575–1586 Antonio Agustín i Albanell
- 1587–1603 Joan Terès i Borrull
- 1604–1611 Juan de Vich i Manrique
- 1613–1622 Juan de Montcada i Gralla
- 1624–1626 Juan de Hoces
- 1627–1638 Juan de Guzmán y Mendoza, O.F.M.
- 1633–1637 Antonio Pérez y Maxo, O.S.B.
- 1653–1663 Francisco de Rojas y Artés
- 1663–1679 Juan Manuel de Espinosa i Manuel, O.S.B.
- 1680–1694 Fra Josep Sanchíz i Ferrandiz, O.B.M.
- 1695–1710 Fra Josep Llinàs i Aznar, O.B.M.
- 1712–1719 Isidor de Bertran
- 1720–1721 Miquel Joan de Taverner i Rubí
- 1721–1728 Manuel de Samaniego y Jaca
- 1728–1753 Pere Copons i de Copons
- 1753–1762 Jaume de Cortada i de Bru
- 1763–1764 Llorenç Despuig i Cotoner
- 1764–1777 Juan Lario y Lanzis
- 1779–1783 Joaquín de Santiyán y Valdivielso
- 1785–1803 Fra Francesc Armanyà i Font, O.S.A.
- 1804–1816 Romualdo Mon y Velarde
- 1818–1819 Antonio Bergosa y Jordán
- 1820–1825 Jaume Creus i Martí
- 1826–1854 Antonio Fernando de Echanove y de Zaldívar
- 1857–1864 Josep Domènec Costa i Borràs
- 1864–1870 Francesc Fleix i Solans
- 1875–1878 Constantí Bonet i Zanuy
- 1879–1888 Benet Vilamitjana i Vila
- 1889–1911 Tomàs Costa i Fornaguera
- 1913–1918 Antolín López Peláez
- 1919–1943 Francisco de Asís Vidal y Barraquer
- 1944–1948 Manuel Arce y Ochotorena
- 1949–1970 Benjamín de Arriba y Castro
- 1970–1983 José Pont y Gol
- 1983–1997 Ramón Torrella Cascante
- 1997–2004 Lluís Martínez Sistach
- 2004-2019 Jaume Pujol Balcells
- depuis 2019 Joan Planellas i Barnosell